# Kukicha
Le kukicha (茎茶) est un mélange traditionnel de thé vert japonais avec les tiges du thé, le moins riche en caféine des thés traditionnels.

## Histoire
Le kukicha est un mélange de restes des jardins de thé d'Uji, créé par les paysans locaux une fois les meilleurs thés vendus aux familles bourgeoises et impériales.

## Composition
Le kukicha est composé de quatre cueillettes de thé (Camellia sinensis). La première cueillette est une sélection de feuilles basses de plants semi-sauvages de trois ans, cueillies à l'automne. La deuxième cueillette est composée de brins épais cueillis tous les 10 ans au cœur de l'hiver. Les deux dernières cueillettes sont des brins fins cueillis chaque année en mars et en juin.
Après la récolte, les rameaux sont mis à sécher pendant une semaine, puis à reposer pendant un an, période pendant laquelle ils acquièrent toute leur saveur. Finalement, ils sont torréfiés pour créer cette boisson délicieuse et délicate.
Le ratio des tiges et feuilles distingue les différents Kukicha, et ceux plus riches de tiges sont souvent préférés,.

## Caractéristiques
Le thé kukicha étant un mélange de restes, il a une image de thé pour pauvres au Japon, qui commence à s'estomper. Cette image ne se retrouve pas à l'étranger.
Il a presque deux fois moins de caféine que les thés verts classiques.

## Goût
Le kukicha a un arrière-goût rappelant le nori (algue à maki).